# Ciudad del Este
Ciudad del Este ("Istočni grad") je s 274.000 stanovnika drugi najveći grad Paragvaja u Južnoj Americi. Kako mu i ime kaže, nalazi se na krajnjem istoku zemlje, na tromeđi Paragvaja s Argentinom i Brazilom. Ciudad del Este leži na desnoj obali rijeke Parana i glavni je grad departmana Alto Parana.
Ciudad del Este je slobodna trgovinska zona. Grad čini oko 60% BNP Paragvaja. Samo dio trgovina je legalan, veći dio se temelji na švercu s obližnjim zemljama i prodaji krivotvorenih robnih marki.
U gradu živi mnogo doseljenika iz Tajvana, iz Irana i arapskih zemalja, i otuda u gradu postoje pagode i džamije. Tajvanska vlada je financirala izgradnju gradske vijećnice. 
Srednja godišnja temperatura iznosi 21 º C (maksimalna 38 º C, minimalna 0 º C).

## Povijest
Grad je osnovan 1957. pod imenom Puerto Flor de Stu ( Puerto Flor de Stu, Luka ljiljana). 
- Skyline

## Vanjske poveznice
- Fotogalerija, prezentacija grada  Arhivirana inačica izvorne stranice od 8. veljače 2008. (Wayback Machine)
- Fotografije